# Тепла (притока Грону)
Тепла (словац. Teplá) — річка в Словаччині; ліва притока Грону довжиною 16,5 км. Протікає в округах Ж'яр-над-Гроном і Банська Штявниця.
Витікає в масиві Штявницькі гори на висоті 700 метрів. Протікає територією сіл Подгорє; Склене Теплиці; Легуотка-под-Брегмі і Глінік-над-Гроном.
Впадає у Грон на висоті 2ľ8 метрів.